# عمارة بن يونس
عمارة بن يونس ولد سنة 1958 في بلدية عين الحمام بولاية تيزي وزو هو سياسي جزائري وزير سابق للتجارة ورئيس حزب الحركة الشعبية الجزائرية الذي أسسه في 17 فيفري 2012 بعد انشقاقه عن الأرسيدي.

## حياته
عاش فقيرا بعد استشهاد والده أثناء الثورة. تدرج في التعليم حتى تحصل على شهادة الدكتوراه في الاقتصاد من جامعة السوربون سنة 1986[بحاجة لمصدر].

## نشاطه السياسي
انضم إلى حزب التجمع من أجل الثقافة والديمقراطية وانتخب عنه نائبا بالمجلس الشعبي الوطني سنة 1997 عن ولاية تيزي وزو إلى غاية انشقاقه.

## المناصب التي تقلدها
- وزيرا للصحة سنة 1999
- وزيرا للأشغال العمومية سنة 2000
- وزيرا للبيئة وتهيئة الإقليم سنة 2012
- وزيرا للصناعة سنة 2013
- وزيرا للتجارة سنة 2014

## تأسيسه للحزب
أسس رفقة عدد من المناضلين الحركة الشعبية الجزائرية التي تضم الكثير من المستقلين والتي حققت في ظرف وجيز نتائج مبهرة في الانتخابات البلدية والمحلية سنة 2012.

## المتابعة القضائية في قضايا فساد
في 27 ماي 2019، في بيان للنيابة العامة للمحكمة العليا أنه تم إحالة ملف التحقيق الابتدائي من قبل السلطة الضبطية القضائية للدرك الوطني لـ 12 مسؤولا ساميا على مستوى المحكمة العليا.
وتتضمن القائمة كل من الوزير الأول الأسبق، عبد المالك سلال، الوزير الأول السابق أحمد أويحيى، وزير المالية الأسبق كريم جودي، وزير النقل السابق عبد الغني زعلان، وزير النقل الأسبق عمار تو، وزير النقل الأسبق طلعي بوجمعة، ووزير التجارة الأسبق عمارة بن يونس، وزير الفلاحة السابق عبد القادر بوعزقي، وزير النقل السابق عمار غول، وزير الصناعة الأسبق، عبد السلام بوشوارب، والي العاصمة السابق عبد القادر زوخ، والي ولاية البيض خنفار محمد جمال.
و كان قد بدأ القضاء الجزائري منذ مايو 2019 استدعاء رجال أعمال وشخصيات كانت تشغل مناصب في أعلى هرم السلطة، للتحقيق معهم والاستماع لشهاداتهم، كما قرّر إيداع بعض منهم السجن على غرار الملياردير يسعد ربراب والإخوة كونيناف، المقربين من الرئيس عبد العزيز بوتفليقة، وكذلك مموّل حملاته الانتخابية، رجل الأعمال الشهير علي حداد، إذ يواجه هؤلاء تهماً تتعلق بالاستفادة من امتيازات وقروض كبيرة دون ضمانات، إلى جانب إجراء تحويلات مالية مشبوهة وتهريب أموال من العملة الصعبة نحو الخارج بطرق غير قانونية.
في 13 جوان 2019، وبعد مثول وزير التجارة الأسبق عمارة بن يونس، كمتهم في قضايا فساد، أمام المستشار المحقق بالمحكمة العليا، أمر بوضعه رهن الحبس المؤقت بحبس الحراش.